# Les Danaïdes
Les Danaïdes è una tragédie lyrique (tragedia lirica) in cinque atti di Antonio Salieri su libretto in francese di Le Bailly du Roullet e L.T. von Tschudi, tratto, a sua insaputa, da quello che Ranieri de' Calzabigi aveva scritto, in italiano, sullo stesso tema mitologico, per Christoph Willibald Gluck. La prima rappresentazione ebbe luogo all'Opéra di Parigi, il 26 aprile 1784.

## La gestazione dell'opera
"L'ingarbugliata storia de Les Danaïdes, che ebbe come conseguenza la definitiva rottura tra Calzabigi e Gluck, è quanto mai indicativa del disinvolto costume operistico settecentesco, dove un uomo di potere come l'autore di Alceste e un suo abile cliente come il giovane Salieri non spiccano, nella fattispecie, come coscienze particolarmente scrupolose": con queste parole Giovanni Carli Ballola riassume il senso delle vicende che portarono alla composizione dell'opera ed all'affermazione di Salieri quale musicista di punta sulla piazza parigina. In effetti, fin dal 1778, Ranieri de' Calzabigi aveva fornito a Gluck, che si trovava allora a Parigi, due nuovi libretti, scritti ovviamente secondo i canoni della riforma: una Semiramide, che è andata perduta, e un'Ipermestra, o Le Danaidi, truculenta tragedia lirica che si staccava radicalmente dalle orme del dramma per musica e si poneva come contestazione esplicita della poetica della metastasiana Ipermestra, messa in musica, da ultimo, nel 1772, da Niccolò Piccinni. Quel Piccinni che, invitato a Parigi negli anni successivi, sarebbe divenuto, anche suo malgrado, il grande avversario di Gluck. Quest'ultimo, comunque, "visto sfumare il progetto di una «scrittura» per Napoli, dove intendeva rappresentare almeno quattro nuove opere, rinunziò a rivestire di note Le Danaidi senza tuttavia restituirne il testo all'autore", e, dopo il fiasco di Echo et Narcisse, la sua ultima opera parigina, nel 1779, e l'ictus che lo aveva colpito durante le prove, dovette rientrare a casa, a Vienna. Quando, negli anni successivi egli ricevette dall'Académie Royale de Musique (Opéra) la commissione per la composizione di un'opera nuova, Gluck si ricordò della "tragedia lirica" scrittagli anni prima dal librettista livornese, e, "senza preoccuparsi di consultare l'ignaro Calzabigi, Gluck consegnò il manoscritto a Marie-François-Louis Gand Leblanc du Roullet e a Ludwig Theodor von Tschudi (già suoi collaboratori letterari, rispettivamente per Alceste in versione francese e Iphigénie en Aulide, e per Echo et Narcisse) con l'incarico di rimaneggiarlo e tradurlo". Non solo, ma non sentendosi ormai più in grado, per le sue condizioni di salute, di portare a compimento il lavoro di messa in musica, decise di passare in segreto la commissione al suo amico, seguace e beniamino, Antonio Salieri, non ancora sufficientemente famoso per essere accettato in prima persona nella scostante piazza parigina. Calzabigi fu sconcertato ed offeso dal comportamento di Gluck e commissionò a quello che poteva considerarsi come la personificazione canora della riforma, il castrato, e ora compositore, Giuseppe Millico, la messa in musica del suo libretto. Egli riuscì anche a farne allestire a Napoli, nel febbraio del 1784 (e quindi in anticipo rispetto alla prima parigina), una rappresentazione privata, probabilmente parziale, "riservata ad un selezionato numero di spettatori - tra i quali spiccavano i nomi del re di Svezia Gustavo III e del principe Razumovskij, «envoyé de S.M. L'Imperatrice des Russies»". L'opera però non fu poi "mai rappresentata [in pubblico] per la quantità di personaggi richiesti e anche per l'ostilità di A. Salieri ...".
Quando finalmente il lavoro di Salieri fu messo in scena con grande apparato all'Opéra di Parigi, sotto il titolo di Les Danaïdes, il 26 aprile 1784, Gluck accreditò inizialmente a sé stesso la musica dei primi due atti ed al suo collaboratore, che egli asseriva aver tuttavia agito sotto la sua supervisione, il resto. L'opera ebbe un successo clamoroso e, dopo dodici rappresentazioni, Gluck rivelò che la paternità di essa spettava integralmente al suo pupillo, il quale ricevette immediatamente una commessa per ulteriori due opere da rappresentarsi a Parigi. "Essa rimane però debitrice al grande riformatore del melodramma serio settecentesco, non solo per l'interessamento di Gluck, senza il quale sarebbe stata inimmaginabile la sua rappresentazione parigina, ma soprattutto per l'alto grado di pathos e di tensione drammatica ottenuti con la singolare concisione ed unità dell'azione, con la ricchezza melodica e l'efficacia di una robusta strumentazione".

## Rappresentazioni
Dopo il successo della première parigina del 26 aprile 1784, l'opera "rimase in repertorio per tre anni fino a raggiungere le trenta rappresentazioni il 17 novembre 1786". Essa fu successivamente messa in scena all'Opéra per altre novantacinque volte fino a quasi tutti gli anni venti dell'Ottocento,, e fu rappresentata anche altrove in Europa. Ebbe non meno di quattro differenti edizioni, alcune delle quali ridotte a quattro atti, ed anche traduzioni in altre lingue, come il tedesco. Il 22 ottobre 1817, in particolare, a Parigi, presso il Teatro Montansier di rue Richelieu, andò in scena, ancora per l'Académie Royale de Musique, la quarta edizione dell'opera, sotto la direzione di Gaspare Spontini e con l'aggiunta di un "Gran Bacchanale" scritto da lui stesso e di altra musica di Louis-Luc Loiseau de Persuis, Henri-François Berton e Ferdinando Paër. Deve essere stata una ripresa di questa edizione (o di una similare) quella che colpì profondamente, alcuni anni dopo, il giovane neo-arrivato a Parigi Berlioz, il quale avrebbe in seguito raccontato di essere stato, allo stesso tempo, eccezionalmente "eccitato e disturbato" dalle interpolazioni spontiniane.

## Personaggi e interpreti
| personaggio                                 | tipologia vocale              | prima, 26 aprile 1784                                                    |
| ------------------------------------------- | ----------------------------- | ------------------------------------------------------------------------ |
| Hypermnestre                                | soprano                       | Antoinette-Cécile de Saint-Huberty                                       |
| Danaüs                                      | basso-cantante (basse-taille) | Henri Larrivée                                                           |
| Lyncée                                      | tenore                        | Étienne Lainez                                                           |
| Pélagus, comandante della guardia di Danaüs | basso-cantante                | Moreau                                                                   |
| Plancippe, sorella di Hypermnestre          | soprano                       | [ 17 ]                                                                   |
| tre ufficiali della guardia                 | un baritono 2 tenori          | Louis-Claude-Armand Chardin, "Chardiny", Dufresnay, Jean-Joseph Rousseau |

## Trama

### Antefatto
Nella mitologia greca, Danao ed Egitto erano fratelli gemelli, figli di Belo, re di un mitico regno di Egitto, e genitori essi stessi, rispettivamente, di cinquanta figlie (le Danaidi) e di cinquanta figli (gli Egiziadi). Danao era stato costretto a fuggire nella sua patria originaria di Argo a seguito dell'usurpazione e della persecuzione subite da parte del fratello. L'opera inizia alla morte di questi, quando, su invito di Danao, si celebra la rappacificazione tra i due rami della famiglia, da sancire mediante il matrimonio incrociato tra Danaidi ed Egiziadi, ridotti nel libretto al numero complessivo di trentadue (anziché cento, come nel mito originario).

### Atto I
Danao e Linceo, erede del defunto Egitto, giurano di soffocare tutti i risentimenti che hanno diviso i due rami della famiglia, e Danao invita le figlie ad unire le loro mani agli Egiziadi, sotto la guida dei due primogeniti, Linceo, appunto, ed Ipermestra, i quali, nella seconda scena, si rallegrano per la sorte loro toccata, in quanto già legati da un segreto rapporto d'amore.

### Atto II
Di fronte all'altare della dea Nemesi, Danao, che teme per un oracolo che ha predetto la sua morte par mano della discendenza di Egitto, rivela falsamente alle figlie che gli Egiziadi intendono portare a compimento gli odiosi disegni del loro padre e che pertanto si propongono di trucidarle, insieme a lui stesso, al momento delle nozze; chiede quindi loro di prevenirli e di giurare di ucciderli con i pugnali che egli fornisce a ciascuna. Ipermestra trema, ma non si unisce al giuramento. Nella seconda scena, Danao, accortosi del comportamento tenuto dalla figlia, la investe con la sua ira, chiedendole di rispettare ed onorare la volontà del genitore e, siccome ella rifiuta, Danao minaccia di morte immediata sia lei sia l'amante, nel caso che ella lasci trapelare alcunché degli intendimenti paterni. La terza scena è una sorta di scena della pazzia in cui Ipermestra, rimasta sola, esterna la propria disperazione.

### Atto III
La festa del matrimonio ha inizio tra danze, canti e brindisi a Bacco, ma, quando Linceo offre a Ipermestra una coppa di vino, questa dà segni di terrore nel dubbio che lo stesso possa essere avvelenato, e lascia così interdetto il suo promesso sposo, inducendo contemporaneamente suo padre ad intromettersi, nel timore che ella possa rivelare qualcosa, e a rinnovarle quindi, di sottecchi, le sue minacce di morte. Di nuovo in preda alla disperazione, Ipermestra abbandona la scena seguita da Pelago, cui Danao ha dato il compito di sorvegliarla. Le ultime due scene sono occupate da un balletto-pantomima che rappresenta le Danaidi che blandiscono ed ubriacano i loro sposi, e poi le coppie che vengono condotte verso la camere nuziali.

### Atto IV
Dopo aver tentato invano, un'ultima volta, di convincere il padre a desistere dai suoi delittuosi propositi di vendetta (scena prima), Ipermestra si rivolge agli dèi pregandoli perché allontanino in qualche modo Linceo da quella reggia di morte (scena seconda). Quando questi entra, Ipermestra lo scongiura in tutti i modi di partire, ma rifiuta tuttavia di rivelargli il perché; ciò induce il giovane a concepire sospetti di infedeltà, che si disperdono però di fronte alla disperata minaccia della donna di trafiggersi con quello stesso pugnale che era in effetti destinato a lui (scena terza). La scena quarta vede prima l'ingresso di Pelago che, tradendo Danao, invita Linceo a seguirlo, poi la straziata rivelazione, da parte di Ipermestra, che le sue sorelle stanno sgozzando gli Egiziadi. Linceo rifiuta di fuggire e corre invece in soccorso dei fratelli, le cui grida disperate invadono la scena, mentre la donna cade priva di sensi.

### Atto V
Nella prima scena, Ipermestra rinviene e, pensando che il suo sposo sia stato ucciso, inveisce contro la crudeltà del genitore, ma, quanto questi entra con violenza (scena seconda) e, non vedendo il cadavere di Linceo, gliene chiede conto, la donna capisce che il suo sposo si è salvato, ringrazia gli dèi e sfida sprezzantemente la vendetta del padre, lasciando la sala. Danao si rallegra comunque all'idea che Linceo non abbia potuto sicuramente abbandonare il palazzo, e si affretta quindi alla sua ricerca per ucciderlo (scena terza). La quarta scena è occupata da Plancippe e dal coro delle Danaidi che invadono il palcoscenico con i pugnali insanguinati, in preda ai fumi dell'alcool, e si danno a selvaggi canti di gioia, finché non sono raggiunte dal padre (scena quinta), il quale le informa del tradimento di Ipermestra e le incita a scovare il sopravvissuto Linceo, che deve trovarsi ancora nascosto da qualche parte nel palazzo, e a trucidarlo. Rimasto solo (scena sesta), Danao inveisce contro gli dèi che sembrano voler riservare solo a se stessi il dolce piacere della vendetta. Le quattro scene successive vedono prima l'ingresso di due ufficiali della guardia che annunciano a Danao che Linceo sta assalendo il palazzo con i suoi soldati dopo aver trucidato le invasate Danaidi ed aver così vendicato i fratelli. Successivamente viene condotta in scena Ipermestra sulla quale il padre vorrebbe ora sfogare la sua ira vendicatrice, ma un terzo ufficiale gli annuncia che ormai tutto è finito per lui perché anche i suoi seguaci, disgustati, si sono uniti a Linceo, e, quando egli sta per trafiggere la figlia, irrompe in scena il suo ex comandante della guardia, Pelago (seguito da Linceo e dal popolo), il quale lo previene uccidendolo a sua volta, nonostante la disperata richiesta di pietà avanzata da Ipermestra al suo sposo. L'undicesima scena rappresenta Linceo ed il popolo che, inorriditi da quanto è successo, si apprestano a fuggire da un luogo funesto che verrà presto inghiottito dall'inferno, ed a condurre Ipermestra nel regno di Linceo, da loro definito "felice impero di Iside". L'ultima scena è di grande effetto: il palazzo, spezzato dalla folgore e divorato dalle fiamme, sprofonda e scompare nel Tartaro, dove un silente Danao e le piangenti e disperate figlie sono fatti oggetto dei castighi più crudeli. Queste implorano i demoni di far cessare le loro pene, ma essi, implacabili, dichiarano che tale pene dureranno in eterno.

## Discografia
I personaggi sono elencati nel seguente ordine: Hypermnestre, Danaüs, Lyncée, Plancippe, Pélagus, primo ufficiale, secondo ufficiale, terzo ufficiale
- Montserrat Caballé, Jean-Philippe LaFont, Christer Bladin, Maria Trabucco, Andrea Martin (Pelagus/primo ufficiale), Carlo Tuand (secondo e terzo ufficiale), direttore: Gianluigi Gelmetti; maestro del coro: Ine Meisters; Orchestra Sinfonica e Coro della RAI di Roma, 1983
- Margaret Marshall, Dimitri Kavrakos, Raul Giménez, Clarry Bartha, Andrea Martin (Pelagus/primo ufficiale), Enrico Cossutta (secondo e terzo ufficiale); direttore: Gianluigi Gelmetti , Orchestra Sinfonica e Coro della Radio SWR di Stoccarda, 1990
- Sophie Marin-Degor, Hans Christoph Begemann, Christoph Genz, Kirsten Blaise, Wolfgang Frisch, Sven Jüttner, Daniel Sütö, Jürgen Deppert; direttore: Michael Hofstetter; maestro del coro: Jan Hoffmann, Chor und Orchester der Ludwigsburger Schlossfestspiele, 2007